# Book Club - Tutto può succedere
Book Club - Tutto può succedere (Book Club) è un film del 2018 diretto da Bill Holderman.

## Trama
Quattro donne, che da quarant’anni si incontrano ogni mese per commentare la lettura di un libro, scoprono Cinquanta sfumature di grigio. Decidono così di sfruttare il romanzo per "movimentare" la loro vita.

## Distribuzione
Book Club - Tutto può succedere è stato distribuito negli Stati Uniti da Paramount Pictures il 18 maggio 2018 ed in Italia dal 4 aprile 2019.

## Colonna sonora
La colonna sonora del film include una varietà di brani che spaziano tra generi diversi, contribuendo a creare l'atmosfera leggera e romantica della pellicola. Tra i brani presenti:
- Living in the Moment – interpretata da Katharine McPhee, scritta da Carole Bayer Sager, Jay Landers e Walter Afanasieff.
- You Sexy Thing – eseguita da Hot Chocolate, scritta da Errol Brown e Tony Wilson.
- Runnin' Down a Dream – di Tom Petty and the Heartbreakers, scritta da Jeff Lynne, Mike Campbell e Tom Petty.
- Late in the Evening – scritta e interpretata da Paul Simon.
- If Not for You – scritta e interpretata da Bob Dylan.
- More Than This – dei Roxy Music, scritta da Bryan Ferry.
- I'd Do Anything for Love (But I Won't Do That) – di Meat Loaf, scritta da Jim Steinman.
- Marvin Gaye – di Charlie Puth feat. Meghan Trainor, scritta da Charlie Puth, Julie Frost, Jacob Luttrell e Nick Seeley.
- Don't Dream It's Over – interpretata da Sybersound, scritta da Neil Finn.
- Ophelia – scritta e interpretata da Marika Hackman.
- Din Don Dan – scritta da Carlo Colombo, interpretata da Officine Golob.[2]

Questi brani, insieme ad altri presenti nel film, accompagnano le vicende delle protagoniste, sottolineando i momenti chiave della narrazione e contribuendo al tono complessivo della commedia.

## Sequel
Nel 2023 è stato distribuito il sequel Book Club - Il capitolo successivo.